# Kýchání

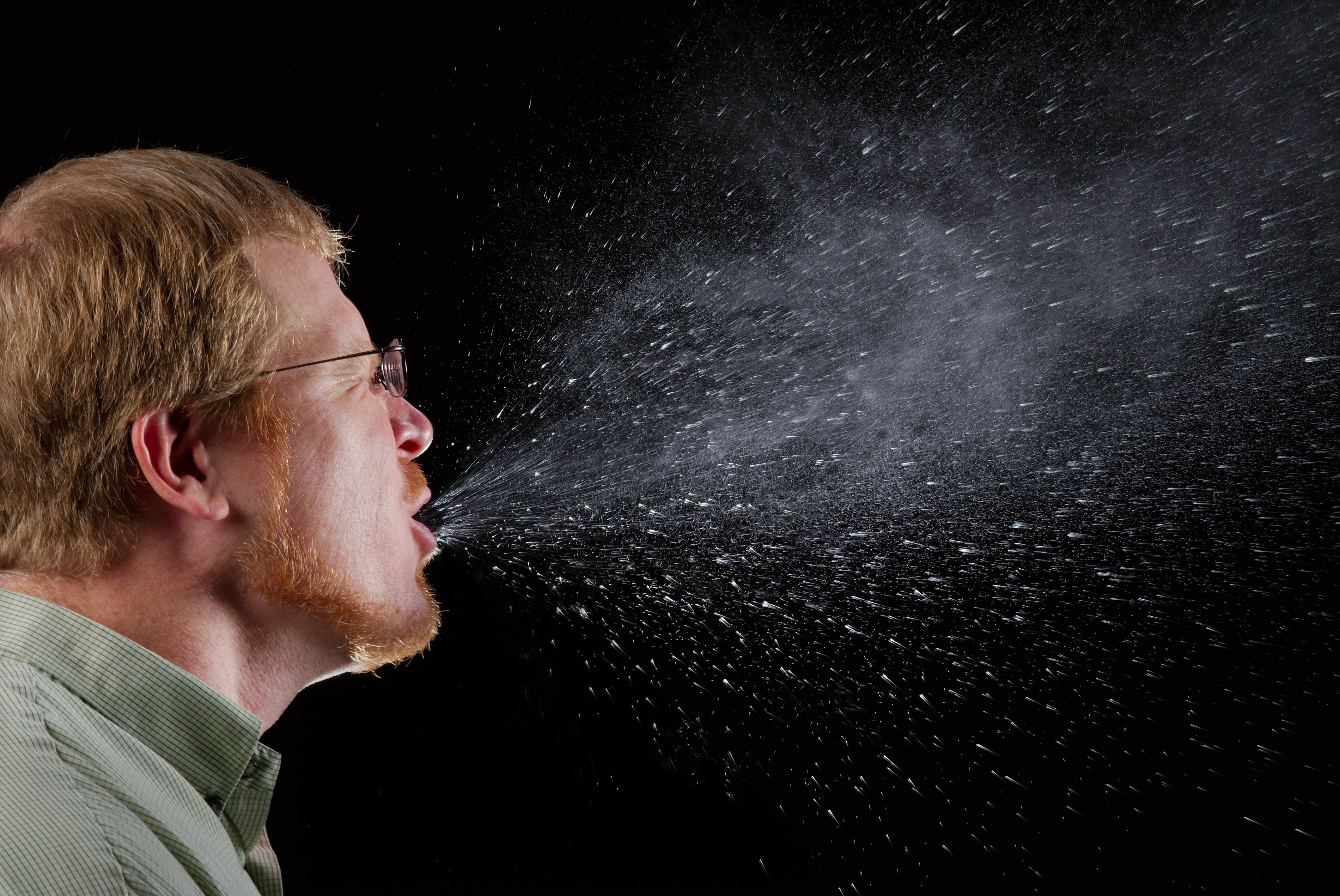
Kýchání

Kýchání po šňupacím tabáku

Kýchání, neboli sternutace, též pšíkání je poloautonomní, křečovité vylučování vzduchu z plic nosem a ústy, obvykle způsobené cizími částicemi, dráždícími nosní sliznici.
Kýchnutí vyhání vzduch násilím z úst a nosu při výbušném, křečovitém mimovolném působení, které vzniká zejména podrážděním nosní sliznice.
Toto působení umožňuje únik hlenu nosní dutinou. Kýchání je také možná spojeno s náhlou expozicí jasnému světlu, náhlou změnou (poklesem) teploty, proudem studeného vzduchu, velmi plným žaludkem, nebo virovou infekcí, a může vést k rozšíření nákazy.
Funkce kýchání spočívá v vyloučení hlenu, obsahujícího cizí částice nebo dráždivé látky, a očištění nosní dutiny.
Během kýchnutí se měkké patro a čípek stlačí, zatímco zadní část jazyka se zvedne, aby se částečně uzavřel průchod k ústům, a aby mohl být nosem vytlačován vzduch z plic.
Protože uzavření úst je pouze částečné, značná část tohoto vzduchu se obvykle také vylučuje právě odtud.
Síla a rozsah vylučování vzduchu nosem se liší.
Kýchání nemůže nastat během spánku kvůli REM atonii – tělesnému stavu, kdy nejsou stimulovány pohybové neurony, a reflexní signály nejsou přenášeny do mozku.
Dostatečné množství vnějších podnětů však může způsobit, že se člověk probudí ze spánku do kýchnutí, ale jakékoli kýchání, ke kterému poté dojde, probíhá ve stavu alespoň částečného probuzení.

## Popis
Ke kýchání typicky dochází, když cizí částice, nebo dostatečné množství vnějších stimulantů prochází nosními chloupky, aby se dostaly do nosní sliznice. To spouští uvolňování histaminů, které dráždí nervové buňky v nose, což vede k tomu, že se do mozku vysílají signály, které nastartují kýchání prostřednictvím trigeminální nervové sítě. Mozek pak naváže na tento počáteční signál, aktivuje hltanové a tracheální svaly, a vytvoří velký otvor nosní a ústní dutiny, což má za následek silné uvolnění vzduchu a biologických částic. Silný charakter kýchání je připisován zapojení četných orgánů horní části těla – jedná se o reflexivní reakci, zahrnující svaly obličeje, hrdla a hrudníku. Kýchání je také vyvoláno stimulací sinusového nervu, způsobenou ucpaným nosem či alergií.
Zdá se, že tato oblast ovládá epifaryngeální, vnitřní hrtanové a dýchací svaly, a kombinovaná aktivita těchto svalů slouží jako základ pro generování kýchání. Reflex kýchání zahrnuje kontrakci řady různých svalů a svalových skupin v celém těle, typicky včetně očních víček. Běžná domněnka, že nelze kýchnout s otevřenýma očima, je však mylná. Kromě dráždění cizí částicí, alergie, nebo možné nemoci, je dalším podnětem náhlé vystavení jasnému světlu – stav známý jako fotický kýchací reflex (PSR).
Odejít z temné budovy do slunečního svitu může vyvolat kýchnutí. Sklon ke kýchání při vystavení jasnému světlu je autosomální dominantní vlastnost a postihuje 18–35 % lidské populace. Vzácnější spouštěč, pozorovaný u některých jedinců, je plnost žaludku.

## Epidemiologie
Zatímco u zdravých jedinců je kýchání obecně neškodné, u nemocných šíří onemocnění infekčními aerosolovými kapičkami, běžně od 0,5 do 5 µm.
Kýchnutí může vytvořit až 40 000 kapek. Pro snížení možnosti přenosu choroby (např. chřipky) tímto způsobem pomáhá držet při kýchání předloktí, vnitřní část lokte, nebo např. kapesník před ústy a nosem.
Použití dlaní k tomuto účelu je považováno za nevhodné, protože podporuje šíření zárodků lidským kontaktem (jako je podání ruky), nebo běžně dotýkanými předměty (především klikami).

## Prevence
Příkladem preventivních technik je např. hluboký výdech vzduchu v plicích (který by se jinak používal při kýchání), zadržování dechu při počítání do deseti, nebo jemné štípání můstku nosu po dobu několika sekund.
Osvědčené metody, jak omezit kýchání, obecně zahrnují omezení interakce s dráždivými látkami, jako je udržování domácích mazlíčků mimo dům (pro co nejmenší kontakt s jejich odumřelou kůží), zajištění včasného a průběžného odstraňování nečistot a prachových částic prostřednictvím správné údržby domácnosti; nahrazení filtrů pro pece a jednotky pro odvádění vzduchu; zařízení pro filtraci vzduchu a zvlhčovače, a pobyt mimo průmyslové a zemědělské zóny.
Někteří lidé však považují kýchání za příjemné a nechtěli by se mu bránit.